# Mitrydates IV Filopator Filadelfos
Mitrydates IV Filopator Filadelfos (ur. ?, zm. 150 p.n.e.) – król Pontu panujący w latach 159 p.n.e. do 150 p.n.e., syn Mitrydatesa III, brat Farnakesa I.
Był pierwszym władcą pontyjskim, który otrzymał tytuł „sprzymierzeńca i przyjaciela ludu rzymskiego”. W latach 156–154 p.n.e. poparł Attalosa II Filadelfosa przeciw królowi Bitynii, Prusjaszowi II.